# Mijricicea, Bolehiv
Mijricicea (în ucraineană Міжріччя) este localitatea de reședință a comunei Mijricicea din regiunea Ivano-Frankivsk, Ucraina.

## Demografie
Componența lingvistică a localității Mijricicea
     Ucraineană (99,88%)
     Alte limbi (0,12%)
Conform recensământului din 2001, majoritatea populației localității Mijricicea era vorbitoare de ucraineană (99,88%), existând în minoritate și vorbitori de alte limbi.